# Іштван Білек
Іштван Білек (угор. Bilek István, 11 серпня 1932, Будапешт — 20 березня 2010, Будапешт) — угорський шахіст, гросмейстер від 1962 року.

## Шахова кар'єра
Від 1960-х до середини 1970-х років належав до числа провідних угорських шахістів. Тричі (1963, 1965 i 1970) здобув золоту медаль чемпіонату країни. Взяв участь у міжзональних турнірах (Стокгольм 1962, Амстердам 1964), але не досягнув там успіхів. Від 1958 до 1974 року дев'ять разів представляв збірну Угорщини на шахових олімпіадах, загалом здобувши 5 медалей: 3 в командному заліку (срібна — 1970, 1972 а також бронзова — 1966) i 2 в індивідуальному заліку (срібна — 1962 а також бронзова — 1966, обидві на 3-й шахівниці). До його здобутків належать також 4 медалі командних чемпіонатів Європи (срібна — 1970 а також 3 бронзові — 1961, 1965, 1973). Кілька разів ділив 1-ше місце на міжнародних, в тому числі в Балатонфюреді (1960, меморіал Асталоша), Реджо-Емілії (1964/65), Шалґотар'яні (1967, меморіал Асталоша), Дебрецені (1970) а також Стокгольмі (1973/74, турнір Rilton Cup).
За даними ретроспективної системи chessmetrics, найвищий рейтинг мав станом на квітень 1967 року, досягнувши 2639 пунктів, і посідав тоді 36-е місце в світі.

## Зміни рейтингу
| На цьому місці має відображатися графік чи діаграма, однак з технічних причин його відображення наразі вимкнено. Будь ласка, не видаляйте код, який викликає це повідомлення. Розробники вже працюють для того, щоби відновити штатне функціонування цього графіка або діаграми. | |
| | На цьому місці має відображатися графік чи діаграма, однак з технічних причин його відображення наразі вимкнено. Будь ласка, не видаляйте код, який викликає це повідомлення. Розробники вже працюють для того, щоби відновити штатне функціонування цього графіка або діаграми. |